# Fuge (Musik)
Die Fuge (wie italienisch gleichbedeutend Fuga von lateinisch Fuga „Flucht“) ist ein musikalisches Kompositionsprinzip polyphoner Mehrstimmigkeit. Kennzeichnend für die Fuge ist eine besondere Anordnung von Imitationen zu Beginn der Komposition: Ein musikalisches Thema wird in verschiedenen Stimmen zeitlich versetzt wiederholt, wobei es jeweils auf unterschiedlichen Tonhöhen einsetzt (in der Regel abwechselnd auf dem Grundton und der Quinte).
Eine Fuge kann eine eigenständige Komposition sein. Fugen wurden oft zusammen mit einem vorangehenden Präludium komponiert. Fugen und fugenartige Strukturen werden aber auch innerhalb von Werken anderer Formen verwendet, z. B. in Kantaten, Messen, Konzerten, Symphonien oder Ouvertüren.

## Entstehung des Begriffes
Der Begriff Fuga wurde bereits im 14. Jahrhundert für den Kanon verwendet, später auch allgemein für Imitationen. Noch bei den Komponisten der franko-flämischen Schule bezeichnet Fuga oder ad fugam kanonische Kompositionen, obwohl in der Polyphonie des 16. Jahrhunderts bereits die ersten im späteren Sinne der Fuge angelegten Strukturen auftauchen. Erst im Laufe des 17. Jahrhunderts werden solche Stücke als Fugen bezeichnet.

## Merkmale
Besonderes Kennzeichen der Fuge ist ihre komplexe Themenverarbeitung. Eine Fuge beginnt mit der Exposition der Stimmen: Die erste Stimme trägt das – meist kurze und prägnante – Thema vor. Dieser Themeneinsatz wird auch als Dux (lat. dux „Führer“) bezeichnet. Hierzu gesellt sich in der Folge eine zweite Stimme, die das Thema nun als Comes (lat. comes „Gefährte“) meist auf die Oberquinte (bzw. Unterquarte) versetzt vorträgt.
Wenn im Themenkopf des Dux der Quintton über dem Grundton exponiert erscheint, wird dieser im Comes meist zur Quarte abgewandelt (tonale Beantwortung), um die Identität der Tonart zu gewährleisten. Diese Technik geht auf die Anordnung der Modi zurück. Andernfalls wird das Thema intervallgetreu („real“) transponiert.
Weitere Stimmen können nach diesem Prinzip hinzukommen, bis die volle Stimmenzahl (meistens 3 oder 4, seltener 5 oder mehr) erreicht ist.
Bringt die erste Stimme während des zweiten Themeneinsatzes motivisch oder thematisch bedeutsames Material, das später wieder aufgegriffen wird (in manchen Fällen sogar als neues Thema), so spricht man von einem Kontrasubjekt. Das Kontrasubjekt muss mit dem Thema einen doppelten Kontrapunkt bilden, um sowohl über als auch unter dem Thema erscheinen zu können, ohne die Stimmführungsregeln zu verletzen.
Alle Abschnitte, in denen das Thema – in verschiedenen Stimmen – vorgetragen wird, heißen Durchführungen (nicht zu verwechseln mit der Durchführung des Sonatensatzes) oder Thema-Phasen, wobei der Beginn der Fuge, also die Exposition bereits die erste Durchführung darstellt. Die weiteren Themeneinsätze bzw. Durchführungen können u. a. auch in der Paralleltonart der Grundtonart sowie der Ober- und Unterquinttonart stehen. Ab dem 19. Jahrhundert erscheint das Thema auch in noch entfernteren Tonarten.
Es gibt verschiedene Fugentypen. In den meisten Fällen sind die Themeneinsätze durch Zwischenspiele miteinander verbunden, die im Allgemeinen der Modulation dienen und oft aus Sequenzen bestehen. Andere Fugen besitzen überhaupt keine Zwischenspiele (z. B. C-Dur, WK I, BWV 846). Einen besonderen Fall stellt hier die Fuge in cis-Moll von J. S. Bach (WK I, BWV 849) dar, die drei Themen beinhaltet. Diese werden der Reihe nach eingeführt und im weiteren Verlauf ständig miteinander enggeführt, sodass neben fehlenden Zwischenspielen auch kaum Raum für themenfremdes Material überhaupt bleibt. Für die formale Gliederung ist in solchen Fällen weniger die Tonart eines jeden Einsatzes als vielmehr die zugrundeliegende Kadenzordnung entscheidend – sprich: welche Stufen der Grundtonart werden durch eine erkennbare Kadenz erreicht?
In den Thema-Phasen können neben Engführungen des Themas auch Umkehrungen, Augmentationen (Vergrößerung der Notenwerte), Diminutionen (Verkleinerung) etc. von Thema oder Kontrasubjekt auftreten.
Vor dem Ende einer Fuge wird manchmal ein Orgelpunkt – auf der Dominante oder der Tonika – eingefügt, sei es als Signal für den kommenden Schluss oder bereits als Ausgestaltung desselben. Ein bekanntes Beispiel dafür ist die hier zitierte Fuge c-Moll (WK I) oder die g-Moll-Fuge aus der Sonate für Violine solo (BWV 1001) von J. S. Bach.

## Beispiel

Takt 1 bis 9

Das Wohltemperierte Klavier, Teil I, Fuga Nr. 2 in c-Moll  
(anhörenⓘ)
Diese dreistimmige Fuge von Johann Sebastian Bach beginnt mit einer typischen Exposition, die sich bis zum Anfang von Takt 9 erstreckt. Es beginnt zunächst die Altstimme, es folgen der Sopran in Takt 3 und der Bass in Takt 7.
Das Thema hat eine Ausdehnung von zwei Takten. Es erscheint, wie bei Fugen üblich, zu Beginn allein, um sich vorzustellen, und zwar in der Grundtonart c-Moll.
Die Beantwortung des Themas (lateinisch mit Comes bezeichnet) stellt eine genaue Transposition des Themas auf die Oberquint-Tonart g-Moll dar, mit einer Ausnahme: die vierte Note ist c, nicht d, wie eigentlich zu erwarten wäre. Diese kleine Veränderung ist notwendig, um die Grundtonart noch über den 2. Themeneinsatz hinaus beibehalten zu können. Man spricht in diesem Falle von tonaler Beantwortung (im Gegensatz zur realen Beantwortung, bei der ein Thema ohne Veränderung in der Oberquint-Tonart erscheint).
In Takt 5 haben die beiden Stimmen die Oberquint-Tonart g-Moll endgültig erreicht. Damit die dritte Stimme mit dem Thema einsetzen kann, muss jedoch zur Originaltonart c-Moll zurückmoduliert werden. Dies geschieht in der zweitaktigen Codetta der Takte 5 und 6. Der Komponist macht hier im Sopran Gebrauch von dem charakteristischen Anfangsmotiv des Themas, während der Alt das von ihm in Takt 3 eingeführte Kontrasubjekt (oder Kontrapunkt) verwendet. Jedoch erscheinen die für dieses Kontrasubjekt typischen Tonschritte umgekehrt, d. h., nicht absteigend, sondern aufsteigend. Außerdem erfolgt der Aufstieg dreimal hintereinander auf der jeweils nächsthöheren Tonstufe: es handelt sich um eine Sequenz. In Takt 7 ist die Grundtonart c-Moll wieder erreicht, und der Bass kann mit dem Thema einsetzen.
Während der Bass das Thema durchführt, ist im Sopran das Kontrasubjekt zu hören. Der Alt führt ein zweites Kontrasubjekt ein, das im weiteren Verlauf der Fuge noch einige Male in verschiedenen Stimmen auftauchen wird und den dreifachen Kontrapunkt begründet.
Durch ihre einfache, fast homophone Führung übernehmen Sopran und Alt ab Takt 8 Begleitfunktionen. An dieser Stelle wird der kammermusikalische, weniger komplex-polyphone Charakter dieser Fuge besonders deutlich.
Zu Beginn von Takt 9 ist der Themeneinsatz im Bass abgeschlossen, und somit auch die Exposition: Jede der drei Stimmen hat das Thema vollständig durchgeführt.

## Geschichte und Bedeutung
Das Prinzip der Imitation zwischen verschiedenen Stimmen eines Musikstücks ist seit dem ausgehenden Mittelalter bekannt. Als Vorstufe der Fuge wurde zunächst der Kanon gepflegt. Um 1600 bezeichnen die Begriffe Fantasia, Canzona, Capriccio, Ricercar und Tiento ähnliche Formen von Instrumentalstücken (meist für Tasteninstrumente), die (wie insbesondere das im Gegensatz zur Fantasia rein polyphone Ricercar) als toccataartige Vorläufer der Fuge gelten dürfen. Auch in der Motette hält das Fugenprinzip nach und nach Einzug.
Im Hochbarock folgt die Emanzipation der Fuge als selbständige (Teil-)Form. Lautenisten und Gitarristen, etwa der Spanier Gaspar Sanz, komponierten im 17. Jahrhundert ebenfalls Fugen. In der Französischen Ouvertüre ist der zweite Teil eine Fuge, in der Norddeutschen Orgelschule wird die Fuge zum abschließenden Gegenstück eines vorangehenden Präludiums, einer Toccata oder anderer Formen.
Der wohl bekannteste Komponist von Fugen war Johann Sebastian Bach; in seinen Werken (z. B. Wohltemperiertes Klavier, Die Kunst der Fuge) erprobte er sämtliche Möglichkeiten der Fuge, sodass viele spätere Komponisten sich beim Thema Fuge auch mit Bach auseinandersetzten. 1753/54, einige Jahre nach Bachs Tod, erschien Friedrich Wilhelm Marpurgs Abhandlung von der Fuge, die bis weit ins 19. Jahrhundert als musiktheoretische Anleitung zum Erlernen der Fugentechnik Verwendung fand.
Nach dem Barock galt die Fuge zwar als historische und damit veraltete Form, sie wurde aber nie aufgegeben. Spätere Komponisten setzten sich immer wieder mit ihren Prinzipien auseinander, wobei jeweils klar war, dass die Ergebnisse stets einen Verweis auf die Vergangenheit bedeuteten. Das Schreiben einer Fuge galt zudem als Nachweis besonderer kompositorischer Fähigkeiten.

## Nachbarocke Meister der Fugenkomposition (Auswahl)
Komponisten, die sich nach dem Barockzeitalter der Fuge widmeten, waren unter anderem:
- Joseph Haydn:
  - Finale der Streichquartette op. 20 Nr. 2, 5 & 6
- Wolfgang Amadeus Mozart:
  - Adagio und Fuge c-Moll KV 546
  - Fugen für Klavier zu 2 und 4 Händen
  - Finale des Streichquartetts G-Dur KV 387
  - Schlusssatz der Sinfonie Nr. 41 C-Dur KV 551 „Jupitersinfonie“
- Anton Reicha: 36 Fugen op. 36
- Ludwig van Beethoven:
  - Hammerklaviersonate, IV. Satz
  - Klaviersonate Nr. 31, III. Satz
  - Diabelli-Variationen op. 120, XXIV. und XXXII. Variation
  - Finale des Streichquartetts C-Dur op. 59/3
  - Große Fuge für Streichquartett B-Dur op. 133
  - Schlussfuge der 15 Variationen über ein eigenes Thema "Eroica" Op. 35
- August Alexander Klengel: 48 Kanons und Fugen, Band I und Band II
- Simon Sechter: musikalisches Tagebuch mit ca. 4000 Fugen
- Franz Schubert:
  - Fuge e-Moll op. posth. 152 D 952
  - Fantasie f-Moll D 940 für Klavier zu vier Händen, im Finale befindet sich eine große Fuge
- Franz Lachner: Introduktion und Fuge d-Moll op. 62
- Samuel Wesley: Fuge b-Moll (für Felix Mendelssohn Bartholdy)
- Felix Mendelssohn Bartholdy:
  - Drei Präludien und Fugen op. 37 (1836/37)
  - Drei Fugen (1839)
- Robert Schumann:
  - Sechs Fugen über den Namen BACH op. 60 (1845)
  - Vier Fugen op. 72 (1845)
  - Sieben Klavierstücke in Fugettenform op. 126 (1853)
- Friedrich Kiel:
  - Sechs Fugen op. 2 (1850)
  - Vier zweistimmige Fugen op. 10 (1856)
  - Variationen und Fuge f-Moll op. 17 (1860)
  - Sieben Fugen o. op.
  - Fughetta F.H...g o. op.
- Franz Liszt:
  - Fantasie und Fuge über den Choral Ad nos, ad salutarem undam (1850)
  - Präludium und Fuge auf den Namen BACH (1855, rev. 1870)
- Richard Wagner:
  - Finale des zweiten Akts von Die Meistersinger von Nürnberg
- Giuseppe Verdi:
  - Finale des Streichquartetts e-Moll (1873)
- César Franck
  - Prélude, choral et fugue in h-Moll für Klavier FWV 21 (1884)
  - Prélude, fugue et variation in h-Moll für Orgel FWV 30 (1862)
- Johannes Brahms:
  - Fuge as-Moll WoO8
  - Präludium und Fuge a-Moll WoO 9
  - Präludium und Fuge g-Moll WoO 10
  - Variationen und Fuge über ein Thema von Händel op. 24 (1861)
- Anton Bruckner:
  - Vorspiel und Fuge c-Moll WAB 131 (1847)
  - Fuge d-Moll WAB 125 (1861)
  - Fuge In te, Domine speravi (aus dem Te Deum)
  - Doppelfuge im Finalsatz der 5. Sinfonie in B-Dur WAB 105
- Felix Draeseke:
  - 3. Satz der Symphonischen Dichtung Frithjof WoO 7
  - 6 Fugen op. 15 (1876)
  - 11 vierstimmige Fugen WoO 37
- Georges Bizet:
  - Sechs Fugen und Sammlung Fugen und Übungen (WD 60–66)
  - Fuge Fiat misericordia tua (aus dem Te Deum)
- Robert Kahn: 53 Fugetten und Fugen im Tagebuch in Tönen (Manuskript)
- Max Reger:
  - Variationen und Fuge über ein Thema (aus dem Singspiel Der Ärndtekranz) von Johann Adam Hiller op. 100 (1907)
  - Variationen und Fuge über ein Thema von Mozart op. 132 (1914)
  - Variationen und Fuge über ein Thema von Johann Sebastian Bach op. 81 (1904)
  - Variationen und Fuge über ein Thema von Ludwig van Beethoven op. 86 für 2 Klaviere (1904)
  - Introduktion, Passacaglia und Fuge op. 96 für 2 Klaviere (1906)
  - Variationen und Fuge über ein Thema von Georg Philipp Telemann op. 134 (1914)
  - Phantasie und Fuge über B-A-C-H op. 46 (1900)
  - Symphonische Phantasie und Fuge op. 57 (1901)
  - Variationen und Fuge über ein Originalthema fis-Moll op. 73 (1903)
  - Introduktion, Passacaglia und Fuge e-Moll op. 127 (1913)
  - Fantasie und Fuge d-Moll op. 135b (1915)
- Johann Nepomuk David: 12 Orgelfugen durch alle Tonarten Wk 66 u. a.
- Franz Schmidt:
  - Variationen und Fuge über ein eigenes Thema D-Dur (Königsfanfaren aus Fredigundis) (1916/1924)
  - Phantasie und Fuge D-Dur (1924)
  - Präludium und Fuge Es-Dur (1924)
  - Fuge F-Dur (1927)
  - Präludium und Fuge C-Dur (1924)
  - Vier kleine Präludien und Fugen (1928)
  - Präludium und Fuge A-Dur (1934)
  - Toccata und Fuge As-Dur (1935)
  - Siegelfuge (Orgel) aus dem Buch mit sieben Siegeln (1935–1937)
  - 6. Siegel (Orgel) aus dem Buch mit sieben Siegeln (1935–1937)
- Alban Berg: Wozzeck, 3. Akt, 1. Szene, Marie mit dem Kind, Variationen und Fuge über ein Thema (1925)
- Hans Gál: 24 Fugen op. 108
- Paul Hindemith: Fugensammlung Ludus tonalis für Klavier
- Georgi Muschel: 24 Präludien und Fugen
- Dmitri Dmitrijewitsch Schostakowitsch: 24 Präludien und Fugen für Klavier op. 87 (1951)
- Rodion Konstantinowitsch Schtschedrin: 24 Präludien und Fugen für Klavier (1964)
- Olivier Messiaen: Par Lui tout a été fait (Nr. 6 aus Vingt regards sur l’enfant-Jésus)
- Benjamin Britten: Schlussteil (Fugue: Allegro Molto) von The Young Person’s Guide to the Orchestra op. 34 (1945)

## Spezielle Formen

### Permutationsfuge
Von einer Permutationsfuge spricht man, wenn zum Thema immer mehrere, stets gleichbleibende Kontrapunktthemen treten. Der Komponist tauscht dann in der jeweils nächsten Thema-Phase nur die Stimmen gegeneinander aus. Dies ist beliebt in Vokalsätzen; Beispiel: Eingangschor der Kantate Himmelskönig, sei willkommen von J. S. Bach.

### Doppelfuge
Eine Doppelfuge ist eine Fuge mit zwei Themen sowie einem oder zwei Kontrasubjekten, die nacheinander oder gleichzeitig vorgestellt und verarbeitet werden können. Beispiele: Johann Sebastian Bach: Wohltemperiertes Klavier II. Teil, gis-Moll-Fuge; Contrapunctus IX und X aus der Kunst der Fuge.
Ein Spezialfall ist der Gebrauch des Begriffs Doppelfuge durch Johann Mattheson. In seiner 1739 erschienenen Schrift „Der vollkommene Capellmeister“ nennt er Doppelfugen alle Fugen, in denen doppelter Kontrapunkt angewendet wird. Dabei stellt er die Forderung nach „Doppelfugen mit dreyen Subjecten“ auf, einer Fugenart, die Bach nicht nur in der Kunst der Fuge, sondern schon in früheren Werken verwendete. Beispiele dafür sind die Fuge zur Passacaglia c-Moll BWV 582, in der dem Thema (Subjekt) zwei Kontrasubjekte beigegeben werden, und die dreistimmige Sinfonia f-Moll BWV 795. Wenn drei Themen im doppelten Kontrapunkt behandelt werden, spricht man in moderner Terminologie von sechsfachem Kontrapunkt.

### Tripelfuge
Die Tripelfuge ist eine Fuge mit drei Themen. Diese werden wiederum in getrennten Expositionen aufgestellt und anschließend miteinander kombiniert. Beispiele: J. S. Bach, Wohltemperiertes Klavier, Teil II, Fuge fis-Moll; Kunst der Fuge, Contrapunctus 8 und 11; die den Dritten Theil der Clavierübung beschließende Orgelfuge Es-Dur BWV 552.

### Quadrupelfuge
Die Quadrupelfuge ist eine Fuge mit vier Themen. Als Beispiel wird oft die fragmentarisch überlieferte Schlussfuge von Bachs Zyklus „Die Kunst der Fuge“ genannt, die aber nach der Einführung des dritten Themas und dessen Kombination mit den Vorhergehenden abbricht. Da das Grundthema des Werks ebenfalls noch hinzupassen würde, ist eine geplante Quadrupelfuge wahrscheinlich, in dieser Form aber nicht überliefert. Mattheson liefert in seinem Werk Beispiele für Quadrupelfugen, auch Cherubinis doppelchörige, achtstimmige Credo-Vertonung bietet eine abschließende Quadrupelfuge.

### Fächerfuge
Dies ist eine Fuge, in der das Thema im Comes zuerst zur Quinte geht, dann aber der Dux nicht wieder auf der Tonika folgt, sondern erneut eine Quinte ansteigt. Diese Technik entwickelte sich mit dem Modulationsbedürfnis der Romantik. Zum Beispiel, in Johannes Brahms „Warum ist das Licht gegeben den Mühseligen?“ (aus den Zwei Motetten, op. 74) wird das Fugenthema, welches in d-Moll beginnt, in a-Moll real beantwortet. Diese Beantwortung wird wieder real beantwortet in e-Moll. Diese wiederum in h-Moll und jene ein letztes Mal in fis-Moll. Das Fugenthema steigt in dieser Motette demnach gleich viermal hintereinander um eine Quinte an.
Ebenfalls in Fächer- oder Pyramidenform gestaltet ist der erste Satz aus Béla Bartóks „Musik für Saiteninstrumente, Schlagzeug und Celesta“. Der erste Auftritt des Themas wird zunächst in der Oberquinte, dann in der Unterquinte beantwortet, es folgt die zweite Oberquinte, die zweite Unterquinte usw. Im ganzen Stück kommen somit Transpositionen des Themas auf jeder chromatischen Tonstufe vor. Nach sechs Einsätzen erklingt das Thema im Tritonus des Ausgangstons, d. h. in einem bei Bartók konstruktiv wichtigen Intervall. Dieser Einsatz ist gleichzeitig der dynamische Höhepunkt des Stücks.

### Spiegelfuge
In einer Spiegelfuge ist der gesamte kontrapunktische Satz spiegelbildlich umkehrbar. Dabei werden alle Abwärts- zu Aufwärtsbewegungen, die höchste Stimme zur tiefsten usw. Fugen dieser Art sind äußerst selten; Bach bringt drei Beispiele in der Kunst der Fuge (Contrapunctus 16, 17, 18), in denen jeweils der gesamte Satz in (tonaler, also nicht hundertprozentig 'exakter') Spiegelung wiederholt wird.

### Kontrafuge
Um eine Kontrafuge handelt es sich, wenn der Comes die Umkehrung des Dux ist und zwar meist so, dass Tonika und Dominante einander entsprechen. Kontrafugen finden sich beispielsweise in J. S. Bachs Kunst der Fuge, Contrapunctus 5, 6, 7 und 14.

### Fughetta
Die Fughetta oder Fugette ist eine Fuge von kleinerem Umfang, ohne eine breite Durchführung und schon im Thema von leichterer, graziöserer Haltung.

### Fugato
Ein Fugato ist ein fugenähnlicher Abschnitt in einer Sonate, einer Symphonie, einem Konzert etc. Dabei geht es nicht darum, das Thema durch alle Stimmen zu führen, es soll lediglich wirken wie eine Fuge. Oft sind diese Fugati nur wenige Takte lang. Beispiele sind die meisten Schlusssätze in Bachs Cembalo-Suiten und Partiten oder in den Brandenburgischen Konzerten Nr. 2 und 5 sowie die schnellen Mittelteile seiner französischen Ouvertüren in den ersten Sätzen der Orchestersuiten.
Händel bedient sich im Hallelujah-Chorus seines Messias gekonnt der Fugato-Technik.
Mozart entwickelt u. a. im letzten Satz seiner Jupiter-Sinfonie ein äußerst effektvolles Fugato.
Auch in der 9. Sinfonie Beethovens und der 5. Sinfonie Bruckners sind bekannte Fugati enthalten. In der 4. Sinfonie von Schostakowitsch bildet ein Fugato den Höhepunkt des ersten Satzes.